# Borrasca humana
Borrasca humana es una película mexicana de 1940. Está protagonizada por Carlos Orellana. Es la última película dirigida por José Bohr en México antes de abandonar el país para regresar a su natal Chile.

## Reparto
- Julio Ahuet
- Crox Alvarado
- José Bohr
- Elena D'Orgaz
- Lucía Delgado
- Tito Novaro
- Carlos Orellana
- Armando Velasco